# Robię co chcę
To zbyt piękne... – singiel promujący drugi album solowy Pona "Tak to widzę". Na płycie znajdują się cztery wersje utworu singlowego Pierdolę to: oryginalna, ocenzurowana oraz dwa remiksy (Korzenia i Jędkera). Do tego kawałek "Robię swoje" z Korasem i Fredem. Całość została zmiksowana przez Waca. 

## Lista utworów
| Nr | Tytuł                        | Czas | Producent | Wykonawcy |
| -- | ---------------------------- | ---- | --------- | --------- |
| 1  | "Pierdolę to"                |      |           | Pono      |
| 2  | "Pierdolę to" (wer. radiowa) |      |           | Pono      |
| 3  | "Pierdolę to" (skit Jędker)  |      |           | Pono      |
| 4  | "Pierdolę to" (Korzeń RMX)   |      |           | Pono      |
| 5  | "Robie swoje"                |      |           | Pono      |